# CSI効果
CSI効果（CSIこうか、CSI effect）、またはCSI症候群（CSIしょうこうぐん、CSI syndrome）やCSIインフェクション（CSI infection）とは、『CSI:科学捜査班』などの犯罪を扱ったテレビ番組において、法医学や科学捜査の誇張された描写が世間の認識に与える影響を指す。この用語の初出は2004年のUSAトゥデイ紙において、法医学を特集したテレビ番組が裁判の陪審員に与える影響について述べられた記事であった。陪審員が刑事裁判において、より多くの法医学的証拠を要求するようになり、これにより検察官の有効な立証基準が上がったという認識を指すことが多い。この傾向はアメリカの法曹関係者の間では広く認められているもので、CSIの視聴者は状況証拠の価値を軽んじているかもしれないが、犯罪を扱った番組がそのような効果をもたらす可能性は低いという研究報告もある。テクノロジーの進歩及び社会への浸透にしたがって人々が科学捜査技術の能力により強い期待を抱いている可能性もある。

## 背景
CSI効果は、2000年に放送が開始された犯罪捜査ドラマ『CSI:科学捜査班』に由来する。CSIでは架空の犯罪捜査チームがラスベガスで発生した殺人事件を解決していく。各エピソードでは殺人事件の被害者の発見を発端に、チームのメンバーたちが捜査を行い、法医学的証拠を集めて分析し、目撃者に質問し、最後に犯人を逮捕する:ch.IIA。その人気を受けて『CSI:マイアミ』（2002年）、『CSI:ニューヨーク』（2004年）、『CSI:サイバー』（2015年）の3つのスピンオフ作品も放映された。
CSIシリーズの成功は多くの類似番組を生み出し、またCSIに先行するドラマやトゥルー・クライム系番組にもCSI効果という言葉は使われ、例えば『American Justice』『Cold Case Files』『Cold Squad』『Exhibit A: Secrets of Forensic Science』『Forensic Files』『Silent Witness』『ウォーキング・ザ・デッド』があり、またCSIのフォロワーとして『BONES -骨は語る-』『コールドケース 迷宮事件簿』『クリミナル・マインド FBI行動分析課』『女検死医ジョーダン』『NCIS 〜ネイビー犯罪捜査班』『NUMBERS 天才数学者の事件ファイル』『ワイヤー・イン・ザ・ブラッド』『WITHOUT A TRACE/FBI 失踪者を追え!』などがある:ch.2。ニールセン視聴率によれば2005年においてアメリカで人気があったテレビ番組TOP10の内、6つが犯罪捜査ドラマであり、2007年11月のランキングでは『CSI:科学捜査班』が1位となった:ch.2。
人気の犯罪番組のいくつかの描写は非現実的だという批判がある。例えば科学捜査班（鑑識）に所属する登場人物たちは、犯行現場を調査し、遺留証拠などの採取及び押収などを行うだけではなく、通常の捜査、容疑者の追跡・逮捕、取り調べ、事件の解決などを行なっているが、こうした活動は制服警官や刑事が行うものである。また、科学捜査班（鑑識）が犯罪現場を調査する際、その現場から採取した証拠品の検査やテストにも同じ人物が関与することは科学的証拠の公平性を損なうため不適切である。実際の捜査ではDNAや指紋は採取できないことが多く、仮に採取できたとしても処理には数週間から数ヶ月掛かるのが普通だが、テレビの科学捜査研究所では数時間で結果が出るのが普通である。CSIの第1シーズンではナイフによる裂傷の調査において、技術者が傷跡に石膏を流し込んで石膏型を作り、そこからナイフの種類を特定したが、これは現在の技術では不可能である。また、テレビでは2つの証拠品の決定的な関係性を表すために、よく「一致（match）」という言葉を使うが、実際の科学捜査においては絶対的な確実性が得られることは稀であり、断定しない曖昧な言葉を使う傾向がある。
CSIシリーズの生みの親であるアンソニー・E・ズイカーは、番組中のものは「すべての科学描写は正確だ」と主張しているが、研究者たちはCSIの科学捜査の描写を「ハイテク・マジック（魔法）」と称している。法医学者のトマス・モーリエロは、CSIで描かれている科学技術の4割は存在しないと推定している。非現実的な技術を用いること以外にも、CSIは実際の捜査に存在する不確実性の要素をすべて無視し、一方で実験結果を絶対的な真実として描いているとも指摘される。
こうした不正確な描写が法医学的証拠に対する一般の人々の認識を変えてしまうという話は、「CSI効果」と呼ばれ、早くは2004年に主要メディアに登場していた。
この影響によって、被害者やその家族、また陪審員はDNA分析や指紋採取などの番組に登場した技術によってすぐに答えが得られると期待するが、実際の法医学的処理には数日から数週間かかることが多く、また検察側の主張を裏付ける「決定的な証拠（smoking gun）」が得られる保証もない。地方検事は物的証拠が少ない事件の有罪率が低下したと指摘しているが、これはCSIが陪審員に与えた影響が大きいと考えられている。
2009年までにCSI効果に関する記事が、250以上、新聞や雑誌で掲載され 、その中には『ナショナルジオグラフィック』『サイエンティフィック・アメリカン』『USニューズ&ワールド・レポート』によるものも含まれている。

## 研究報告
CSI効果それ自体は比較的近年の現象であるが、アメリカの法制度に関するメディアの描写が、法制度に対する一般市民の認識、知識、意見を大きく変えてしまう可能性は以前から認識されていた。1990年のニューヨーク・タイムズ紙の記事では、ある弁護士が「裁判に臨む前夜に『L.A.ロー 七人の弁護士』を見ない弁護士は愚か者だ」と語っている。2002年の陪審員調査では、人気法廷番組『Judge Judy』の視聴者は、法廷内における判事の役割を大きく誤解していることが判明している。法制度や捜査システムに対する世間の認識に影響を与えたと思われる以前の番組には、『ペリー・メイスン』（1957年-1966年）、『Dr.刑事クインシー』（1976年-1983年）などがあり、現代でも他に『ロー&オーダー』シリーズ（1990年-現在）などがある:ch.4。また、ニュースメディアによる刑事裁判の報道、インターネットによる広範なブログ、イノセンス・プロジェクトの成功なども、法医学についての世間の認識を高めることに貢献している。ズイカーは「"CSI効果"は、私の考えではこのシリーズから生まれた最も素晴らしいものだ」と述べている。
研究者のN・J・SchweiterとMichael・J・Saksは、CSIが犯罪被害者と陪審員の科学捜査、特に犯罪現場の調査とDNAテストに対する現実の期待を高めるという現象について言及する際にCSI効果という言葉を用いている。Donald E. Shelton、Young S. Kim、Gregg Barakは、法廷において検察官がより多くの科学捜査の証拠を提出するように圧力をかけられているという点で、今日の多くの裁判のあり方を変えたと述べている。
2006年当時においてこの傾向を裏付ける証拠は、主に警察関係者や検察官の逸話に基づくものであり、実証的な検証はほぼなく、むしろ、この現象は都市伝説だと示唆する研究報告があったくらいだった。
ミシガン州アナーバーの1,027人の潜在的な陪審員に対してドナルドE.シェルトンが実施した調査によると、CSIの視聴者は非視聴者に比べて科学的証拠に対する期待が高いものの、多くの場合、評決に至るまでに科学的証拠は必要なかった。
しかし、最近の研究ではこのような最新のテレビ番組が世間の認識や期待、陪審員の行動に誤解を招くような影響を与えていることが示唆されている。
研究者の中にはCSI効果を踏まえて、陪審員をスクリーニングし、テレビ番組からの影響を調査しようと提案している者もいる。

## 事例

### 裁判
科学捜査を扱ったテレビ番組の人気は陪審員たちの間で科学捜査の本質や捜査手順に関する多くの誤解を生んでいると指摘されている:ch.2。CSI効果は主に2つの点において評決に影響を与えていると考えられている。1つ目は陪審員が法医学的証拠を必要以上に期待し、そのような証拠がない場合に無罪判決とする率が高くなること、2つ目は法医学的証拠（特にDNA証拠）を必要以上に信頼し、そのような証拠がある場合に有罪判決とする率が高くなることである。最も一般的に報告されているのは、圧倒的に有罪の証拠があるにもかかわらず、陪審員たちが誤って無罪評決を下すことである。特に検察官は目撃情報が得られている場合ですら、DNA証拠の提出を迫られている圧力を感じると報告している。実際、444人の検察官を対象にした調査では56%がCSI効果が存在し、陪審員に常に影響を与えていると考え、81%は判事にも影響を与えていると考えていた。2002年に俳優のロバート・ブレイクが殺人罪で起訴されるも無罪判決が下った裁判では、カリフォルニア州ロサンゼルス郡のスティーブ・クーリー地方検事がCSI効果が原因だと主張して注目された。クーリーはブレイクの有罪を示す2件の目撃証言があったにもかかわらず、無罪判決が下されたと指摘し、陪審員たちを「信じられないほど愚かだ」と述べた。
2005年には一部の判事と検察官はCSI効果に対抗するために裁判の準備と手順を変更し始めた 。
偏見のある陪審員を相手にするため、予備尋問の際に犯罪ドラマの視聴習慣を尋ねることもある 。
例えば、被告人が第二級殺人で有罪判決を受けた「Charles and Drake v. State」（2010年）では、予備尋問の際に判事がCSI効果についての質問を行なった 。
また、検察官はCSI効果の影響の可能性を最小限に抑えるように、冒頭陳述や最終弁論を行う 。
「Goff v. State」（2009年）では、検察官が陪審員に対して、科学的証拠がなくても評決を下すことができるかどうかを予備尋問で質問し、最終弁論においてもこのことを陪審員たちに思い出させた。
この場合、CSI効果についての言及は用いた言葉が中立で偏りがなかったため、許容されると考えられる 。
また、CSI効果を陪審員に伝える手段として、彼らへの指示という形もある
「Atkins v. State」（2011年）では、陪審員たちに科学的証拠は有罪立証に必要不可欠なものではないと指示があったが、しかし、これは政府が立証責任を負っていないとして裁判所に不適切な指示だと判断された。
さらに検察官は特定の物的証拠が事件とは無関係であることを説明するために専門家を証人として雇っている。
オーストラリアのある殺人事件においては、弁護人がDNA証拠を陪審員たちに誤解されるのを防ぐために、裁判官のみの審理を要求した。
検察官は予備尋問で追加の質問を行なったり、冒頭陳述や最終陳述でもそうした考慮が必要であることに加えて、陪審員の選考プロセスに時間を掛けて、犯罪をテーマにしたテレビ番組をよく視聴している者を避けるといったことも行なっている。
2006年までにCSI効果は、その実在性や反証を示す実証的な根拠がほとんどないにもかかわらず、法曹関係者の間で実在するものとして広く受け入れられるようになった。
2008年に研究者のモニカ・ロバーズが行った調査によると、アメリカの法曹関係者の約8割が、法医学のテレビ番組によって意思決定に影響を受けたことがあると考えていたことが判明した。
ニューヨーク大学のトム・R・タイラー教授は、犯罪番組は陪審員が被告を無罪にしたときには得られない正義感と終結感を促進するために、心理学的な観点から犯罪番組は無罪より有罪判決の割合を増加させる可能性が高いと主張している。無罪の比率が上昇していると認識されるのは、被告への同情や法権力への信頼の低下に関連がある可能性がある。2006年にアメリカの大学生を対象に行われた調査でも、CSIの影響が検察の負担になることはなく、むしろ助けになる可能性があるという同様の結論を提示している。
CSI効果に関する最大規模の実証研究の1つとして、2006年にワシュテノー郡巡回裁判所のドナルド・シェルトン判事とイースタン・ミシガン大学の2人の研究者によって実施されたものがある。これは1,000人以上の陪審員を対象に行われたもので、陪審員の法医学的証拠への期待が強くなっていることは認められるものの、犯罪番組の視聴率と有罪判決の傾向には相関関係がないことを明らかにした。
法医学的証拠に対する認識の変化を説明する別の考えとして「テクノロジー効果」がある。すなわち技術の進歩と社会普及によって人々は法医学的技術の能力に高い期待を抱くということである。
シェルトンは、ある陪審員が、検察が芝生の上の指紋を採取する際に埃を払わなかったことを問題視したという事例を紹介している。このような手順は不可能であり、犯罪番組でも行われていない:ch.7。
同じ著者による後の研究では、CSIを頻繁に視聴する人は状況証拠を重視しない傾向があることがわかったが、信頼性の高い目撃証言や複数の証拠がある場合の有罪判決の傾向には影響を与えていなかった。
CSI効果の話題は無罪判決率が増加していることを前提としているが、これはすべて逸話的な根拠に基づいていることが多い。2009年に行われた8つの州における有罪判決率の調査では、検察官の見解に反して、CSIの放送開始以来、無罪判決率はむしろ低下していることがわかった。裁判の結果はCSIの放送開始前か後かよりも、その裁判が行われた州に強く依存していた。ウィスコンシン大学ミルウォーキー校による2010年の調査では、犯罪番組の視聴率とDNA証拠に対する理解度には相関関係があるかもしれないが、そうした視聴習慣が陪審員の意思決定に影響を与えたという証拠はないと指摘している。
2010年8月現在、CSIの視聴率と無罪率の間に相関関係があることを示す実証的な証拠はない。
ある研究者はCSI効果や、あるいはペリーメイソン症候群や白衣症候群（white coat syndrome）などの法廷効果の認識は、陪審員の無能さから生じるものではなく、陪審員制度全体に対する一般的な不信感が原因だと指摘している。

### アカデミア
CSI効果は法医学者の教育・訓練方法にも影響を与えている。かつては、科学捜査の分野に入ろうとする者は科学の学部を卒業した後に修士号を取得するという経緯を辿るというのが一般的とされていた。しかし、CSIなどのテレビ番組の人気によって法医学の学部課程や大学院過程での需要が増加している。2004年にフロリダ国際大学とカリフォルニア大学デービス校の法医学プログラムの規模は2倍となったが、これはCSI効果の結果だと言われている。しかし、このようなコースを非現実的な期待を抱いて入部してくる学生も少なくない。アメリカ以外でもオーストラリアやイギリス、ドイツなどの国でも、法医学に対する職業的関心が高まっている。スイスのローザンヌ大学の法医学プログラムが人気を博しているのも、CSI効果によるものだと指摘されている。
科学捜査プログラムの人気が高まっていることは、犯罪研究所での仕事に応募する人が増えていることを意味するが、卒業生が科学の学位から得られるような基本的な科学原理をしっかりと理解していないことが多いため、これらのコースが実際の科学捜査の仕事に従事できるレベルに育てられていないという懸念がある:602。多くの科学捜査コースの学生は、あまりにも明確な解答を持つ合理的な演習問題を提示されるがゆえに、科学捜査の力に対する歪んだ認識を持ってしまう可能性がある。アルバカーキ市警は、将来の法医学者や陪審員の科学リテラシーを向上させるために、地元市民に「本物の法医学技術の能力と限界」を知ってもらう「市民CSI」コースを設けた:605。
科学捜査番組では実在しない技術を描いていると批判されることもあるが、革新的な科学技術がSFで初めて描かれ、発明家や研究チームを刺激して実現することもある:ch.12。

### 犯罪
CSI効果は犯行手段にも影響を与えている可能性がある。『CSI:科学捜査班』が放映開始された2000年、アメリカではレイプ事件の46.9％が警察によって解決されていた。しかし、2005年には41.3％にまで低下した。犯罪者がどのようにして証拠を隠したり破壊したりするかを、犯罪番組では不用意に詳しく説明することが多いため、一部の捜査官はこれが検挙率の低下に関与していると考えている。レイプ被害者の中には加害者からシャワーを浴びせられたり、漂白剤で身体を洗わされたりしたという報告事例もある。2005年12月、ジャーメイン・マッキニーはオハイオ州トランブル郡の住宅に侵入し、2人の女性を殺害した。CSIのファンだったマッキニーは手を漂白剤で洗い、遺体と自分の服を燃やし、凶器を湖に捨てようとするなど、犯行の証拠を消すために手の込んだことを行ったが、最終的には逮捕された。
ロサンゼルス郡殺人課の責任者であるレイ・ピービーは、犯罪番組は証拠の隠し方を教えるだけではなく、「彼らはテレビでいかに（捜査から）逃れることが簡単であるか知り、勇気づけられている」とコメントしている。
一方ではCSIのような番組が犯罪者に教育効果を与えているようなことはない、とする意見もある。ウェストバージニア大学の法医学イニシアチブのディレクターであるマックス・ホウクは、CSIが犯罪者を教育している例もあるだろうが、犯罪に手を染める者はそもそも一般的にあまり賢くない、と指摘している。また、証拠を隠滅しようとした結果、逆により多くの証拠を生み出す場合には、これは犯罪番組が逆効果を生み出している面もあるという。ホウクは唾液に含まれるDNAを理由に封筒を舐めることを避けたが、その代わり、指紋や毛髪サンプルを粘着テープに残してしまった犯罪者の例を挙げている。先のマッキニー事件の主任捜査官であったタミー・クラインは、自身が捜査した殺人事件は「ほとんどの場合、かなり愚かな人間」が犯行に及んでいると語っている。全米刑事弁護人協会の元会長であるラリー・ポズナーは、凶悪犯罪を犯す人々は一般的に予防措置を取らないため、テレビの科学捜査番組が彼らの行動に影響を与えている可能性は低いと主張している。
また、被害者がテレビで科学捜査を知り、加害者を出し抜いたという事例もある。有罪判決を受けた連続レイプ犯のジョナサン・ヘインズは、被害者に法医学的な証拠を残さないよう強要していた。彼の逮捕の決め手となったのは、被害者の一人が意図的に自分の髪の毛を抜き、彼の車の中に残したことで、後にそれが発見されたことであった。彼女はテレビのCSIシリーズを見てこうした行動をとったという。

### 警察の捜査
法執行官はテレビでの非現実的な描写に起因する捜査に対しての問い合わせや要求を受けることが多い。2010年にカナダの警察官を対象に行われた調査では、番組の影響を受けた問い合わせに不満を持つ者がいたが、多くの場合は実際の警察の仕事について一般の人々に知らせる機会だと捉えられていた。新しい技術と法医学に対する社会的認知度の向上は未解決事件の解決に新たな関心を呼び起こし、捜査官の説明責任の向上を促した側面がある。しかし、法医学的証拠に対する需要の増加は、法医学研究部署の業務能力を超えてしまう可能性がある。こうした部署の中には毎年数千件の事件を処理しているところもある。多くの法執行機関では、収集する物的証拠の量が増加しているため、保管スペースの不足といった問題にも見舞われている。中には適切に保管するための十分なスペースがないという理由で、DNA証拠が収集されないことさえある。